# Тайлер Спіндел
Тайлер Спіндел — американський комік, актор та режисер. Найбільш відомий своєю роботою над Не та дівчина (2020) та Родичі поза законом (2023).

## Життєпис
Тайлер Спіндел закінчив Гарвардський університет та переїхав до Лос-Анджелеса, щоб здійснити свою дитячу мрію — грати в комедії, зокрема, у складі щотижневого шоу на «Фабриці сміху». Паралельно займався режисурою. Працював з брендованим контентом та рекламою для компаній Gillette, Macy's, Samsung, Nickelodeon, Del Taco та Nike. Згодом на телебаченні він поставив епізоди Шоу Джека і Тріумфа, Ніка Свордсона Pretend Time, Breaking In, Sing It, A Night of Too Many Stars, а також продюсував та режисував скетчі для понад 350 епізодів Chelsea Lately.
Кінокар'єра Тайлера включала режисуру для шести фільмів студії Adam Sandler/Happy Madison, а також написання, продюсування та режисуру популярного короткометражного фільму «Любов і гермафобія», який отримав нагороди кількох великих кінофестивалів, зокрема Montreal Just for Laughs, Hollyshorts Film. Фестиваль, Funny or Die LA Comedy Shorts Festival, LA Comedy Festival, Влітку 2017 року Тайлер став співавтором сценарію та режисером оригінального повнометражного фільму Netflix «Випускники», прем'єра якого відбулася у червні 2023 року на Netflix.